# Hypena tristigma
Hypena tristigma là một loài bướm đêm trong họ Erebidae.